# Lerista praepedita
Lerista praepedita är en ödleart som beskrevs av  John Edward Gray 1839.
Lerista praepedita ingår i släktet Lerista och familjen skinkar. Inga underarter finns listade i Catalogue of Life. Arten lever längs den västra kusten i Western Australia.